# See You in My 19th Life
See You in My 19th Life (이번 생도 잘 부탁해?, Ibeon saengdo jal butakaeLR; lett. "Prenditi cura di me anche in questa vita, per favore") è una serie televisiva sudcoreana trasmessa su tvN dal 17 giugno al 23 luglio 2023, tratta dall'omonimo webtoon di Lee Hey. Internazionalmente è distribuita da Netflix.

## Trama
Ban Ji-eum ripete la propria vita attraverso la reincarnazione da ormai mille anni, e riesce a ricordare ciascuna delle proprie esistente. Poiché la sua diciottesima vita viene interrotta improvvisamente da un incidente, quando si reincarna decide di ritrovare l'uomo con cui stava prima di morire.

## Personaggi e interpreti
- Ban Ji-eum, interpretata da Shin Hye-sun
- Moon Seo-ha, interpretato da Ahn Bo-hyun
- Yoon Cho-won, interpretata da Ha Yoon-kyung
- Ha Do-yoon, interpretato da Ahn Dong-goo